# Било (географија)
Било је планински вијенац или ланац који је широк, издужен и заобљен. Уколико је оштар, стјеновит и узак зове се гребен (камивао). На билу се могу појавити и мала удубљења под именом вртаче или увале или мала узвишења (главице, хумови).
У Динарским областима велик број планина има била са крашким облицима (вртаче, шкрапе). Била су проходна али је приступ често отежан због нагиба и облика падина.